# Шао? Бао!
«Шао? Бао!» — украинская поп-группа из Днепропетровска, основанная в 1992 году тремя музыкантами: Павлом Шиловым, Александром Белашом и Олегом Воропаевым, которые написали хиты, популярные в конце 1990-х — «Купила мама коника», «Мёртвые пчёлы», «Ой на горі два дубки». Позже к ним присоединились Владимир Смирнов и Андрей Голубков. Именно в этом составе группа стала победителем Червоной Руты 1995 года.

## История
После победы на фестивале «Червона Рута» группа разделилась и в состав, за которым остался бренд «ШАО-БАО!» был приглашён Эдуард Носенко. Он, в свою очередь, подтянул своего друга — Алексея Лозу, в качестве автора новых текстов группы. В результате появились такие дэнс-боевики, как «Подбивочная № 8», «Метрополитен-опера», «Сто-вгору!» и «Курва», а также лирический совок-соул «Намалюю».
В 2004 году коллектив распался, через три года воссоединился в полностью обновлённом составе; из прежнего остался только продюсер Алик Коротич.
С 1998 по 2010 год вышло 6 альбомов этой группы: «Купила мама коника» (1998), «Сделано на экспорт» (2000), «Хочется русского» (2001), «Танцы под радио» (2004), «Любовное настроение» (2005) и «Конь» (2010).
Группа известна песнями «Купила мама коника», «Хочется русского» (совместно с MC Пряниковым) и «Дорожная».
В 2001 году записана песня «Вьетнамский диско», которая вошла в третий альбом этого же года и которую группа исполнила со вьетнамским акцентом. В песне представлена история о вьетнамской девушке по имени Сыко, возлюбленный которой по имени Косо живёт в России и не возвращается к ней. В песне про них поётся именно так: «Ой, Сыко, ты, Сыко! Твой страна далеко! Ой, Сыко, ты, Сыко! А кому сейчас легко!». В проигрыше песни даже звучит вьетнамская музыка, эта песня в сборниках содержалась под другим названием «Вьетнамское диско». В 2004 году в четвёртый альбом вошла песня «Только ты на луне», в которой рассказывается история девушки, улетевшей на луну и оставившей своего возлюбленного и сына.
Песня «Купила мама коника» также играла в мультфильме «Как поймать перо Жар-Птицы» (2013).

## Дискография
- 1998 — Купила мама коника
- 2000 — Сделано на экспорт
- 2001 — Хочется русского
- 2004 — Танцы под радио
- 2005 — Любовное настроение
- 2010 — Конь